# Ekvivalentna doza
Ekvivalentna doza (oznaka H) je dozimetrijska veličina koja opisuje biološki učinak određenog ionizirajućega zračenja u određenom tkivu. Određena je kao umnožak apsorbirane doze i modifikacijskih faktora. Mjerna je jedinica ekvivalentne doze sivert (Sv). Snaga ekvivalentne doze je količnik ekvivalentne doze i duljine trajanja ozračivanja, a jedinica joj je sivert u sekundi (Sv/s).
Ekvivalentna doza ili dozni ekvivalent ionizirajućeg zračenja je uvedena jer apsorbirana doza, u različitim uvjetima, ne izražava dovoljno precizno težinu štetnih učinaka ionizirajućeg zračenja na organizam. Ekvivalentna doza ili dozni ekvivalent (H, eng. RBE – Relative Biological Effectiveness) je jednaka umnošku apsorbirane doze (D), faktora kvaliteta (Q), i proizvoda ostalih čimbenika (N). Jedinica za ekvivalentnu dozu je Sv (sivert, Sv = J/kg). Dakle:
{\displaystyle H=D\cdot Q\cdot N}
gdje je: H - ekvivalentna doza ili dozni ekvivalent u Sv (sivert; Sv = J/kg), D - apsorbirana doza Gy (grej; Gy = J/kg), Q - faktor kvalitete je faktor kojim trebamo pomnožiti apsorbiranu dozu (D) kako bi saznali kolika je šteta nanesena ozračenim jedinkama bilo kojom vrstom ionizirajućeg zračenja. Q ovisi o linearnom prijenosu energije (LPE) pojedinih vrsta zraka, N - proizvod svih ostalih modifikacijskih čimbenika, za sada se uzima N = 1.
Povijesti radi, potrebno je spomenuti staru jedinicu za dozni ekvivalent. To je bio rem (engl. Rentgen Equivalent for Men). 1Sv = 100 rem ili rem je sto puta manja jedinica od Sv:
{\displaystyle rem=rad\cdot RBE}
odnosno: rendgen equivalent for men = radiation absorbed dose X Relative Biological Effectiveness.
Okvirno, male doze zračenja su do 0,2 Gy gama zračenja. Kada se radi o učincima malih doza ionizacijskog zračenja, nije dovoljno poznavati samo D, nego treba znati o kojoj vrsti ionizacijskog zračenja se radi. Naime, učinci neće biti isti ako je D ista, a različito je ionizacijsko zračenje, jer je različit linearni prijenos energije, pa je različit Q.

## Faktor kvalitete Q
Ako neka čestica preda 3,5 MeV pri 1 mikrometar prijeđenog puta, onda će njen faktor kvaliteta biti 1. Ako više energije predaje Q će biti veći i obrnuto:
Q = 1 (LPE = 5,6 x 10-7 J/m)

## Pojednostavljeni izraz za ekvivalentnu dozu
Danas je izraz za ekvivalentnu dozu pojednostavljen:
{\displaystyle H=W_{R}\cdot D}
Težinski faktor (ponekad se naziva i faktor kvalitete) se određuje ovisno o vrsti radioaktivnog zračenja i energetskom području zračenja:
{\displaystyle H_{T}=\sum _{R}W_{R}\cdot D_{T,R}\ }
gdje je:
HT - ekvivalentna doza apsorbirana nekim tkivom T
DT,R - apsorbirana doza u tkivu T zbog vrste radijacije R
WR - težinski faktor koji se određuje na osnovu sljedeće tablice
| Vrsta radijacije i razina energije                              | Vrsta radijacije i razina energije             | WR               |
| --------------------------------------------------------------- | ---------------------------------------------- | ---------------- |
| elektroni, mioni, fotoni (sve razine energija)                  | elektroni, mioni, fotoni (sve razine energija) | 1                |
| protoni i električni nabijeni pioni                             | protoni i električni nabijeni pioni            | 2                |
| alfa-čestice, fisioni fragmenti, teški ioni                     | alfa-čestice, fisioni fragmenti, teški ioni    | 20               |
| neutroni (kao funkcija linijskog prijenosa energije L u keV/μm) | L < 10                                         | 1                |
| neutroni (kao funkcija linijskog prijenosa energije L u keV/μm) | 10 ≤ L ≤ 100                                   | 0,32·L − 2.2     |
| neutroni (kao funkcija linijskog prijenosa energije L u keV/μm) | L > 100                                        | 300 / korijen(L) |

Tako bi na primjer apsorbirana doza od 1 Gy zbog alfa-čestica bila jednaka kao ekvivalentna doza od 20 Sv. Najveća vrijednost se dobije 30 Sv, zbog djelovanja neutrona s L = 100 keV/μm.

## Primjeri ekvivalentnih doza

### Jednodnevne ekvivalentne doze
Simptomi ekvivalentnih doza primljenih u jednom danu:
- 0 do 0,25 Sv: nema simptoma;
- 0,25 do 1 Sv: neki ljudi osjete mučninu i gubitak apetita; nastaju ostećenja koštane srži, limfnih čvorova i slezene;
- 1 do 3 Sv: srednja do teška mučnina, gubitak apetita, zaraze (infekcije); teža ostećenja koštane srži, limfnih čvorova i slezene; oporavak nije siguran
- 3 do 6 Sv: teška mučnina, gubitak apetita, unutarnja krvarenja, zaraze (infekcije), proljevi, ljuštenje kože, sterilnost i smrt ako se ne liječi;
- 6 do 10 Sv: svi gornji simptomi i dodatno ostećenje središnjeg živčanog sustava; najvjerojatnija smrt;
- iznad 10 Sv: oduzetost (paraliza) i smrt

### Primjeri jednostrukih ekvivalentnih doza
- zubna radiografija: 0,005 mSv[5]
- prosječna ekvivaletna doza unutar 16 km udaljenosti od nesreće na otoku Tri milje: 0,08 mSv za vrijeme nesreće[6]
- mamografija – jednostruko izlaganje (srednja ekvivalentna doza): 2 mSv[7]
- mamografija – cjelokupno izlaganje (s promjenjivom ekvivalentnom dozom): 2 mSv
- računalna tomografija mozga ili CT mozga: 0,8 do 5 mSv[8]
- računalna tomografija prsnog koša ili CT prsnog koša: 6 do 18 mSv
- rendgensko proučavanje probavnih organa: 14 mSv
- preporuka Međunarodnog povjereništva za radiološku zaštitu (engl. International Commission on Radiological Protection) kao granica za dobrovoljno sudjelovanje u nuklearnim nesrećama: 500 mSv[9]
- preporuka Međunarodnog povjereništva za radiološku zaštitu (engl. International Commission on Radiological Protection) kao granica prilikom spašavanja preživjelih i teško nastradalih: 1000 mSv = 1 Sv

### Jednosatna ekvivalentna doza
Primjeri ekvivalentnih doza primljenih u jednom satu:
- prosječna pojedinačna ekvivalentna doza zbog pozadinskog zračenja: 0,23 μSv/h (0,00023mSv/h);
- ekvivalentna doza na dan 25. svibnja 2011., za vrijeme nesreće na nuklearnoj elektrani Fukushima I: 1,6 μSv/h (14 mSv/godinu); te isti dan u Tokiju: 0,062 μSv/h (0,54 mSv/godinu)
- najveća zabilježena ekvivalentna doza za vrijeme nesreće u nuklearnoj elektrani Fukushima I: 266 Sv/h (u okruženju nuklearnog reaktora I na dan 3. srpnja 2011.)[10]
- najveća zabilježena ekvivalentna doza u Finskoj za vrijeme Černobilske nesreće: 5 µSv/h[11]
- mjerenja nakon nesreće na nuklearnoj elektrani Fukushima I: veća od 10 Sv/h (unutar ventilacionog otvora između nuklearnog reaktora I i II (mjerni instrument je mogao mjeriti samo do 10 Sv/h !)[12][13]

### Godišnja ekvivalentna doza
Primjeri ekvivalentnih doza primljenih u jednoj godini:
- najveća dozvoljena ekvivalentna doza za javnost stvorena bilo kakvom ljudskom aktivnošću: 1 mSv/godinu[14]
- ekvivalentna doza za stanovanje u blizini nuklearnih elektrana: 0,0001–0,01 mSv/godinu[15][16]
- ekvivalentna doza za stanovanje u blizini termoelektrana na ugljen: 0,0003 mSv/godinu
- ekvivalentna doza kod spavanja (8 sati) u blizini druge osobe: 0,02 mSv/godinu
- ekvivalentna doza zbog kozmičkog zračenja (iz atmosfere) na razini mora: 0,24 mSv/godinu
- ekvivalentna doza zbog kozmičkog zračenja (s površine Zemlje): 0,28 mSv/godinu
- ekvivalentna doza zbog prirodne radioaktivnosti (kalij-40, ugljik-14) ljudskog tijela: 0,40 mSv/godinu
- ekvivalentna doza u blizini zgrade Kongresa SAD-a (granit): 0,85 mSv/godinu[17]
- prosječna pojedinačna ekvivalentna doza zbog pozadinskog zračenja: 2 mSv/godinu (1,5 mSv/godinu u Australiji, 3 mSv/godinu u SAD i Zagreb 1,14 mSv/godina)
- ekvivalentna doza zbog atmosferskog utjecaja (uglavnom radon): 2 mSv/godinu[18]
- ukupna ekvivalentna doza u SAD: 6,2 mSv/godinu[19]
- let zrakoplovom na liniji New York-Tokio (za posadu): 9 mSv/godinu
- trenutna prosječna ekvivalentna doza za radnike u nuklearnim elektranama: 20 mSv/godinu
- prosječna ekvivalentna doza zbog pozadinskog zračenja u nekim dijelovima Irana, Indije i Europe: 50 mSv/godinu
- ekvivalentna doza zbog pušenja 30 cigareta na dan: 60 do 160 mSv/godinu[20]
- prosječna ekvivalentna doza u gradu Ramsaru (Iran): 260 mSv/godinu.

### Neki primjeri ekvivalentne doze
- mjerilo za iseljenje iz opasnog područja nakon Černobilske nesreće: 350 mSv/ljudskom život;
- trenutna prosječna ekvivalentna doza za radnike u nuklearnim elektranama je 20 mSv/godinu, u prosjeku za 5 godina, ali najveća dopuštena ekvivalentna doza je 50 mSv u jednoj godini;[21]
- granična ekvivalentna doza u blizini rudnika uranija i nuklearnih elektrana je obično 1 mSv/godinu;
- granična ekvivalentna doza za radnike za vrijeme nesreće u nuklearnoj elektrani Fukushima I: 250 mSv[22]